# Туркменбаши (город)
Туркменбаши́, также Туркменбашы́ (туркм. Türkmenbaşy, до 1993 года — Красново́дск) — город на западе Туркменистана, входящий в состав Балканского велаята. Расположен на восточном побережье Каспийского моря в 580 км западнее Ашхабада. На территории города находится крупный международный морской порт. Город является центром нефтеперерабатывающей промышленности Туркменистана, здесь также располагается крупнейший в регионе курорт Аваза.
Численность населения Туркменбаши — 91 745 человек (по переписи 2022 года).

## Название
Первоначальное русское название города — Красноводск. По одной из версий, это перевод местного топонима Кызыл-Сув (туркм. Gyzyl suw), связанного с тем, что в воде Красноводского залива было много планктона с отчётливым розовым оттенком.
Переименован в честь первого президента Туркменистана Сапармурата Ниязова, носившего титул «Туркменбаши» (в переводе — «Глава туркмен»).

## Административное деление
Город делился на два этрапа: Аваза и Кенар, которые были созданы в июле 2013 года. В этрап Аваза, площадью 9660 гектаров, вошли национальная туристическая зона «Аваза», международный аэропорт и несколько небольших посёлков. В этрап Кенар, площадью 7262 гектара, вошла основная часть города Туркменбаши и территория посёлка Кенар. 9 ноября 2022 года этрап Кенар был упразднён.

## История
Первая попытка закрепления Российской империи на восточном берегу Каспия относится к 1716 году, когда князь Бекович-Черкасский основал укрепление на побережье Красноводского залива («в устье Узбоя»), готовя поход на Хиву. Укрепление имело кронверк, было окружено рвом и валом. На вооружении имелись пушки. Гарнизон насчитывал до 1000 человек, однако смертность от болезней была весьма высока. Комендантом крепости являлся полковник фон дер Виден.
В 1868 году город становится военным укреплением. В 1869 году при императоре Александре II Красноводск возрождён русскими войсками под руководством Николая Столетова. Ныне на месте расположения форта находится посёлок Кенар (часть города Туркменбаши). Место, где был основан Красноводск, называлось Шагадам. Форт использовался как база для операций против туркменских кочевников и для походов на Бухарское и Хивинское ханства. Была образована Закаспийская область, Красноводск являлся её центром до строительства Асхабада (см. Среднеазиатские владения Российской империи). Это был небольшой городок, заселённый русскими военными и чиновниками, а также торговцами — персами и армянами. После строительства Закаспийской железной дороги, начавшегося из Красноводска, из Средней Азии через паром в Баку в конце XIX — начале XX веков, Красноводск превратился в важный транспортный центр и начал расти.
Герб города Красноводска утверждён 22 октября 1908 года (ПСЗРИ, № 31079) вместе с другими гербами Закаспийской области. Он описывался так: «В червлёном щите серебряный пояс, обременённый тремя навьюченными верблюдами. Пояс сопровождают: вверху — золотая шестиугольная звезда, внизу — свернувшаяся в кольцо золотая рыба. В вольной части — герб Закаспийской области».
Красная армия овладела фортом в феврале 1920 года. 21 ноября 1939 года образована Красноводская область с административным центром в Красноводске (область несколько раз упразднялась и восстанавливалась).
10 января 1991 года на территории бывшей Красноводской области образована Балканская область (с 18 мая 1992 года — велаят) с центром в Балканабате (прежнее название — Небитдаг). В 1993 году город переименован президентом Сапармуратом Ниязовым (Туркменбаши) в свою честь.

### Современный Туркменбаши
За последние годы в городе произведены масштабные работы по реконструкции исторической части города, въездных магистралей, инфраструктуры жизнеобеспечения. Построен новый «турецкий» парк и каскад фонтанов. В конце 2012 года был полностью реконструирован проспект имени Махтумкули, новая трасса соединилась с городской набережной «Бахры Хазар», обеспечив на западной автомобильной развязке «Балыкчи» двойной выезд из города по дамбе, проложенной через бухту Соймонова к скоростной автодороге «Аэропорт—Аваза». В 2014 году был реконструирован построенный в 1951 году Дворец культуры нефтяников.
Туркменбашинский комплекс нефтеперерабатывающих заводов специализируются на выпуске полипропилена, дизельных и универсальных масел и других нефтепродуктов. В настоящее время на заводах внедряют международные стандарты в переходе нефтехимического производства на выпуск экологически чистого автомобильного топлива классов «Евро-4» и «Евро-5». Приоритетным требованием является снижение до европейских стандартов содержания в автобензинах ароматических соединений, бензола и олефинов, которые загрязняют атмосферу, вызывают образование нагара и отложения в двигателях.
В Туркменбаши размещаются также международный морской порт и Государственная служба морского и речного транспорта Туркменистана.
В городе действуют три современных отеля.

## Население
| Год              | 1913 | 1939   | 1972   | 1979   | 1989   | 2005   | 2010   | 2022   |
| ---------------- | ---- | ------ | ------ | ------ | ------ | ------ | ------ | ------ |
| Население (чел.) | 7000 | 21 000 | 51 000 | 51 131 | 58 900 | 68 292 | 73 803 | 91 745 |

## Транспорт
Город важен как транспортный узел, образованный морским портом с паромным терминалом, железной дорогой и аэропортом. Через город проходит транстуркменская автотрасса М37, связывающая Карабогаз, Ашхабад, Туркменбаши и Бухару.

### Аэропорт
В 1990 году аэропорт Красноводска отметил 50-летний юбилей. Первоначально, в 1940 году, он располагался внизу плато, в районе госпиталя. Во время Великой Отечественной войны был переведён наверх плато и являлся аэродромом совместного базирования вместе с частями ВВС. Считался приписным аэропортом Ашхабадского предприятия. Как самостоятельное подразделение существует с 1959 года, после создания 225-й отдельной объединённой авиаэскадрильи (ООАЭ).
В 2010 году Туркменбашинский аэропорт был реконструирован и получил статус международного. Имеет две взлётно-посадочные полосы, связывает город с Ашхабадом, велаятскими центрами и Стамбулом. Регулярные грузовые рейсы в Туркменбаши осуществляет люксембургская авиакомпания Cargolux. До аэропорта из города можно добраться на машине или автобусе. Время в пути до города на машине занимает 10—15 минут.

### Железнодорожное сообщение
Туркменбашинский вокзал построен в 1895 году по проекту архитектора А. Л. Бенуа, который является также автором дворца великого князя Николая Константиновича в Ташкенте и многих других проектов в бывшем Туркестане. Здание вокзала — одно из красивейших в Средней Азии. Привокзальная площадь соседствует с мемориалом воинам, погибшим в годы Великой Отечественной войны. Со станции Туркменбаши ежедневно курсирует поезд № 605/606 из Ашхабада.

### Морское сообщение

#### Международный морской порт
Крупнейшим морским портом в Туркменистане является Туркменбашинский международный морской порт. 15 августа 2013 года в Туркменбаши начато строительство нового порта стоимостью 2 млрд долларов США, объект возводит турецкая компания «Gap Insaat».
На территории порта в настоящее время также ведётся строительство судостроительного и судоремонтного заводов «для расширения возможностей Туркменистана в области международных перевозок нефти и нефтепродуктов».
В 2014 году был открыт морской пассажирский вокзал.

#### Паромная переправа Туркменбаши—Баку
Составной частью транспортной системы Туркменистана в международных транспортных проектах и коридорах являются железнодорожные паромные переправы Туркменбаши—Баку и Туркменбаши—Астрахань.
Паромная переправа Туркменбаши—Баку (Алят) — железнодорожно-пассажирская переправа на Каспийском море между городами Туркменбаши и Баку (Азербайджан). Расстояние — 306 км. Каждый из действующих паромов берёт на борт 28 железнодорожных вагонов и 200 пассажиров. Все восемь судов, работающих на переправе, ходят под азербайджанским флагом. Данная переправа входит в европейский маршрут E60.
- Транспорт
- Порт города Туркменбаши
- Судно «Алсион» в порту города Туркменбаши. Туркменистан. 1998 год
- Железнодорожный вокзал города Туркменбаши — депо

## География
Город расположен на берегу залива Туркменбаши, в 520 км к северо-западу от Ашхабада, с которым соединён автомобильной и железной дорогами.
С азербайджанским Баку на западном берегу Каспийского моря город соединяет паромная переправа (306 км).

### Климат
Климат — субтропический пустынный. Осадков в год выпадает всего 126 мм, преимущественно в осенне-зимний период.
- Среднегодовая температура — +15,1 °C
- Среднегодовая скорость ветра — 3,8 м/с
- Среднегодовая влажность воздуха — 60 %

| Показатель                    | Янв.  | Фев.  | Март  | Апр. | Май  | Июнь | Июль | Авг. | Сен. | Окт. | Нояб. | Дек.  | Год   |
| ----------------------------- | ----- | ----- | ----- | ---- | ---- | ---- | ---- | ---- | ---- | ---- | ----- | ----- | ----- |
| Абсолютный максимум, °C       | 20,7  | 23,3  | 29,0  | 36,0 | 40,7 | 43,5 | 45,6 | 44,5 | 43,5 | 33,4 | 28,1  | 24,6  | 45,6  |
| Средний суточный максимум, °C | 7,5   | 8,7   | 13,1  | 19,9 | 25,8 | 31,6 | 34,6 | 34,5 | 29,3 | 21,5 | 14,2  | 9,1   | 20,8  |
| Средняя температура, °C       | 3,3   | 3,9   | 7,7   | 13,7 | 19,5 | 25,1 | 28,2 | 28,0 | 22,7 | 15,4 | 9,3   | 4,9   | 15,1  |
| Средний суточный минимум, °C  | −0,3  | −0,2  | 3,2   | 8,5  | 13,6 | 18,9 | 22,2 | 22,0 | 16,7 | 10,0 | 5,0   | 1,2   | 10,1  |
| Абсолютный минимум, °C        | −21,5 | −21,9 | −12,6 | −2,6 | 0,9  | 6,6  | 14,1 | 10,2 | 3,3  | −3,1 | −12,1 | −16,3 | −21,9 |
| Норма осадков, мм             | 12    | 13    | 17    | 16   | 9    | 3    | 2    | 5    | 5    | 11   | 19    | 14    | 126   |
| Источник: Погода и климат     |       |       |       |      |      |      |      |      |      |      |       |       |       |

| Показатель              | Янв. | Фев. | Март | Апр. | Май  | Июнь | Июль | Авг. | Сен. | Окт. | Нояб. | Дек. | Год  |
| ----------------------- | ---- | ---- | ---- | ---- | ---- | ---- | ---- | ---- | ---- | ---- | ----- | ---- | ---- |
| Абсолютный максимум, °C | 7,9  | 9,5  | 15,5 | 20,6 | 24,8 | 27,7 | 30,8 | 30,3 | 29,1 | 23,5 | 17,5  | 13,0 | 30,8 |
| Средняя температура, °C | 3,6  | 4,4  | 8,9  | 15,0 | 19,2 | 22,6 | 25,9 | 25,3 | 22,5 | 16,6 | 10,8  | 6,1  | 15,1 |
| Абсолютный минимум, °C  | −1   | −1,1 | 2,9  | 6,4  | 13,0 | 16,5 | 17,6 | 19,4 | 16,0 | 5,3  | 3,2   | −0,6 | −1,1 |

## Культура, достопримечательности
Активно развивающийся морской курорт «Аваза» расположен в 12 км к западу от центра города. К заливу Туркменбаши примыкает Хазарский государственный заповедник.
В окрестностях города проходили съёмки советских художественных фильмов «Дни затмения» Александра Сокурова, «Сорок первый» Григория Чухрая и «Бархан» Санжара Бабаева (в самом городе).
В 1998 году, в рамках своей трёхмесячной экспедиции на Каспий, город посетила «Команда Кусто» на судне «Алсион».
21—22 октября 2010 года в городе Туркменбаши побывал с двухдневным рабочим визитом президент Российской Федерации Дмитрий Медведев. В национальной туристической зоне «Аваза» состоялись его переговоры с президентом Туркменистана Гурбангулы Бердымухамедовым. В ночь перед началом официальных переговоров лидеры из специального шатра посмотрели музыкально-лазерное шоу морских фонтанов.

## Религия

### Русская православная церковь
Храм святого Архангела Михаила является даром Астраханской епархии Русской православной церкви. В 1895 году он был перенесён в город Красноводск русскими солдатами с затопляемого полуострова Узун-Ада.

### Армянская апостольская церковь
Армянский храм построен в 1903 году, ныне не действует и нуждается в капитальной реконструкции.

## Спорт
В городе есть стадион, на котором базируется туркменский профессиональный футбольный клуб «Шагадам».

## Сотовая связь
В городе работает оператор сотовой связи: «TM CELL» — национальная компания, начавшая работать c 2007 года, с 2010 года имеется сеть «четвертого поколения» (4G) с поддержкой технологии LTE, сеть 4G охватывает все районы города Туркменбаши и международный аэропорт.

## Международные отношения

### Города-побратимы
- Юрмала, Латвия (2013)[43]
- Астрахань, Россия

### Консульские представительства
- В городе Туркменбаши находится консульский пункт посольства России в Туркменистане[44].
- Консульство Республики Казахстан: ул. А. Магтымова, 8[45][46].